# Macrophyes
Genre
Macrophyes est un genre d'araignées aranéomorphes de la famille des Anyphaenidae.

## Distribution
Les espèces de ce genre se rencontrent en Amérique du Sud et en Amérique centrale.

## Liste des espèces
Selon World Spider Catalog (version 21.5, 04/10/2020) :
- Macrophyes attenuata O. Pickard-Cambridge, 1893
- Macrophyes ceratii Martínez, Brescovit & Oliveira, 2020
- Macrophyes elongata Chickering, 1937
- Macrophyes jundiai Brescovit, 1993
- Macrophyes manati Brescovit, 1993
- Macrophyes pacoti Brescovit, Oliveira, Sobczak & Sobczak, 2019
- Macrophyes sanzi Martínez, Brescovit & Oliveira, 2020
- Macrophyes silvae Brescovit, 1992

## Publication originale
- O. Pickard-Cambridge, 1893 : Arachnida. Araneida. Biologia Centrali-Americana, Zoology. London, vol. 1, p. 105-120 (texte intégral).